# ماركوس ريفيرا
ماركوس ريفيرا (بالإسبانية: Marcos Rivera)‏ هو سباح إسباني، ولد في 8 أكتوبر 1975.

## وصلات خارجية
- ماركوس ريفيرا على موقع الاتحاد الدولي للسباحة (الإنجليزية)
- ماركوس ريفيرا على موقع اللجنة الأولمبية الدولية (الإنجليزية)
- ماركوس ريفيرا على موقع أوليمبيديا (الإنجليزية)
- ماركوس ريفيرا على موقع اللجنة الأولمبية الإسبانية (الإسبانية)